# Commerce (California)
Commerce è una città della Contea di Los Angeles, in California (Stati Uniti).